# Xã Dora, Quận Crawford, Arkansas
Xã Dora (tiếng Anh: Dora Township) là một xã thuộc quận Crawford, tiểu bang Arkansas, Hoa Kỳ. Năm 2010, dân số của xã này là 1.300 người.